# 卡洛斯·岡薩雷茲
卡洛斯·岡薩雷茲（英語：Carlos Eduardo González，1985年10月17日—）出生於委內瑞拉的馬拉開波，美國職棒大聯盟的外野手。

## 小聯盟生涯
岡薩雷茲最初是在2002年8月3日和亞利桑那響尾蛇簽下合約，2003年在響尾蛇的小聯盟Missoula Osprey開始他的棒球職業生涯，這一年在72場的比賽中繳出0.258打擊率和6發全壘打的成績。2004年，岡薩雷茲來到低階1A Yakima Bears，隨後沒多久就到高階1A 的South Bend Silver Hawks，今年總計在85場的比賽中，繳出0.275打擊率和10發全壘打的成績。2005年，岡薩雷茲在銀老鷹（Silver Hawks）總計出賽129場的比賽，繳出0.307打擊率、92分打點和91分得分的成績，並獲選為Midwest League的MVP。2006年，岡薩雷茲繳出0.289打擊率、23發全壘打和93分打點的優異成績，今年並參加全明星未來之星賽。2007年，岡薩雷茲在130場比賽中，繳出0.88打擊率、17發全壘打和75分打點的成績。12月14日，岡薩雷茲和Dana Eveland、Aaron Cunningham、Chris Carter、Brett Anderson及Greg Smith被交易到奧克蘭運動家，響尾蛇獲得丹·哈倫和Connor Robertson。

## 大聯盟生涯

### 奧克蘭運動家

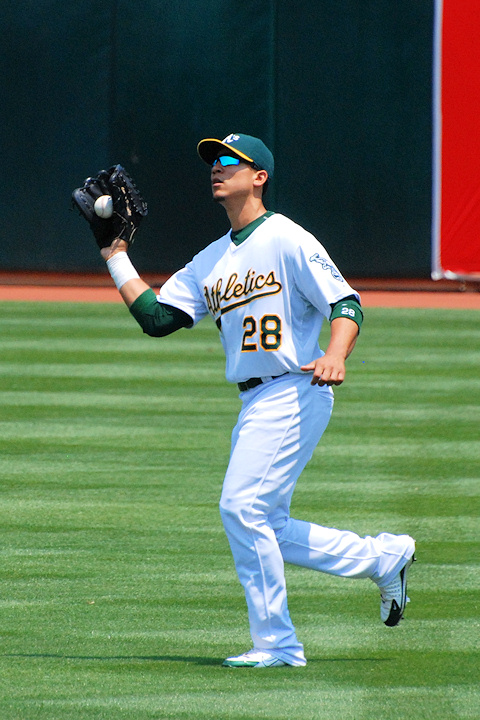
2008年在奧克蘭運動家的岡薩雷茲。

2008年5月30日，岡薩雷茲升上大聯盟，並在對德州遊騎兵的比賽中登場比賽，在這場比賽中，他從對手的先發投手Kevin Millwood手中擊出大聯盟生涯的第1支安打，是一支二壘安打，並且也獲得1分打點。在這場比賽之後的接下5支安打裡面，都是二壘安打，這是繼1936年棒球名人堂選手Johnny Mize之後再次有人有此表現。6月20日，在對佛羅里達馬林魚的比賽中，岡薩雷茲擊出大聯盟職業生涯的第1發全壘打，這一球他是瞄準失投的卡特球，擊向右外野。8月5日對多倫多藍鳥的比賽中，單場有4之4的精彩表現。

### 科羅拉多落磯
2008年11月12日，岡薩雷茲、休斯頓·史崔特和Greg Smith被交易到科羅拉多落磯，運動家獲得麥特·哈勒戴 。在2009年國家聯盟分區賽對費城費城人的比賽中，岡薩雷茲在這個系列賽總共擊出10支安打，打擊率高達0.588。2010年球季是岡薩雷茲生涯表現最佳的1年。7月31日，在對芝加哥小熊的比賽中，岡薩雷茲上演完全打擊，還是在最後一個打席擊出再見全壘打，才完成完全打擊。上次有同樣表現的是1984年波士頓紅襪的德懷特·埃文斯。2010年球季結束，岡薩雷茲以0.336打擊率獲得國聯打擊王，並繳出34發全壘打和117分打點的成績。在全美棒球記者協會票選美國職棒大聯盟最有價值球員獎的名次上，獲得第3名。另外還獲得美國職棒大聯盟金手套獎及美國職棒大聯盟銀棒獎 。

## 表彰與記錄
- 國聯打擊王：2010年
- 國聯安打王: 2010年
- 國聯金手套獎：2010年、2012年、2013年
- 國聯銀棒獎：2010年、2015年
- 完全打擊：2010年7月31日

## 外部連結
- 球員資訊和成績在MLB ，ESPN ，Retrosheet ，Baseball Reference ，Baseball Reference (Minors) ，Fangraphs ，The Baseball Cube （英文）